# ジョジマール・イジーノ・ペレイラ
ジョジマール・イジーノ・ペレイラ（ポルトガル語: Josimar Higino Pereira、1961年9月19日 - ）は、ブラジル・リオデジャネイロ出身の元同国代表サッカー選手。ポジションはディフェンダー。

## 経歴
1986 FIFAワールドカップのレギュラーメンバーであり、全試合に出場。グループリーグ3戦目の北アイルランド戦で滑らかなビルドアップからロングシュートを決めると、ベスト16のポーランド戦でもドリブル突破から得点を挙げ、チームMVPと称賛されるプレーを見せた。
その後、引退までに代表戦は計16試合に出場した。